# 동일본 여객철도 E501계 전동차
E501계 전동차(일본어: E501系電車 E501けいでんしゃ[*])는 JR 동일본의 직류 전동차이다.

## 요약
조반선의 수송 개선용으로 일본 최초의 교류 직류 양용의 통근형 전동차로 제조되었다. 209계 전동차를 기본으로 설계한 차량으로, 조반선의 교류 전화 구간에서는 최초의 4 문열차이다. 사용선구의 성격이나 교류직류양용을 위해 209계와는 장비하는 전장품 등에 차이가 있다.
당초에는 403계·415계 외에 우에노 - 도리데간에서 운용되고 있던 103계의 치환도 시야에 넣어 개발되었다. 러쉬 시에는 4문 롱 시트차의 수용력을 살려 대체로 호평이었지만, 본계열의 본격 투입을 노린 1997년 3월 22일의 다이어 개정 시에 일중의 츠치우라 이북에서 우에노로의 직통 열차가 큰폭으로 삭감된 것으로 (전차 롱 시트에 의한) 좌석수가 감소한 것, 당초는 화장실 설비가 없는 등의 이유로 장거리 운용에 불합리하다.

## 도입 경위
조반선에서는 도쿄로의 통근권이 도리데역에서 더욱 우시쿠, 쓰치우라 방면으로 늘어나 도리데 이북의 이용자가 계속 증가해 왔지만 도리데 이북은 이시오카시에 있는 기상청 지자기관측소에의 관측 장해를 피하기 위해서 교류 전철화가 되고 있어 당시 쾌속전철에 사용되고 있던 4문 롱시트의 103계는 직류 전용이기 때문에 사용할 수 없었다. 직류전화구간을 북쪽으로 늘리는 것은 앞에서 기술한 이유에서 불가능하며 기존의 403계·415계는 1982년 이후에 롱시트차인 415계 500번대나 1500번대(스테인리스차)를 도입했지만, 모두 3문차이기 때문에 혼잡시의 대응에는 한계가 있었다.
게다가 쓰치우라시나 우시쿠시의 상공회의소나 선출 국회 의원등이 중심이 된 「현남 조반선 수송력 증강 기성 동맹회」가 조반선 「쾌속전차」의 연장이라고 하는 요망을 당시의 운수성 등에 계속적으로 실시하고 있었다. 이것은 연선의 이미지 업을 위해서 근교형 전철이 아닌 4 문의 통근형 전철을 투입해 주었으면 하는 요망이었다. 이러한 문제를 종합적으로 해결하기 위해서 도입된 것이 본형식이다.

## 차량 개선

### 차체
차체는 선두부와 대틀의 일부를 제외하고 스테인리스강을 사용한 209계와 같은 경량 스테인리스구조를 채용했다[5]. 차이점으로는 교직류양용으로 늘어나는 바닥하기기를 위한 의장공간이 필요하게 됨에 따라 대차간 거리를 13,300mm에서 13,800mm로 연장하고 강도 확보를 위해 외판 두께를 1.2mm에서 1.5mm로 변경한 점이다. 선두차 후위의 연결기는 E217계 전동차와 같은 충격 흡수 타입을 이용한다.
객실부의 옆창은 209계 각 구분과 같이 차단부를 제외하고 고정창을 이용했다. 2006년 9월부터 10월에 걸쳐 창문을 개폐할 수 있도록 하는 개조공사가 시공되었다.
고객용 문은 한쪽 4곳에 양문 여닫이문을 설치하여 한쪽 1개소를 남기고 마감할 수 있는 '3/4문 닫힘' 스위치를 장비한다. 1995년제의 편성은 영업 개시 후에 후에 후에 추가 개조했지만, 1997년제의 편성은 낙성시부터 장비하고 있다.

### 전장계
직류구간과 교류구간을 가르는 데드섹션에서의 주회로의 전환은 ATS-P 지상자에 의해 자동으로 이루어진다. 수동 전환도 가능하다.
기본적으로 전동차 2량에 주요기기를 분산 탑재하는 M1M2 유닛을 채용하고, M1차(모하 E501형)에는 주변압기, 주변환장치, 집전장치와 같은 주회로기기를, M2차(모하 E500형)에는 주변환장치·보조전원장치와 같은 보조기류를 탑재하나, 바닥 하기기 공간의 사정 상 공기압축기는 유닛 상행측의 부수차(下行)
낙성시는 독일·지멘스제 GTO 사이리스타 소자에 의한 CI3 주 변환 장치를 채용하고 있었다. JR의 재래선을 위한 전차 중 유일한 채용예로, 발차·정차시의 자려음은 음계를 연주하는 것과 같은 독특한 것이었다. 또, 정차시에도 음계를 연주하는 자려음을 내는 차량은 국내에서는 이 차량뿐이었다. 덧붙여 신뢰성의 문제로부터, 5량의 부속 편성은 2007년에, 10량의 기본 편성은 2012년에 토시바제 IGBT 소자의 장치에 ASSY 교환했다. 본계열의 기동가속도는 2.0km/h/s이다(자료에 따라서는 2.05km/h/s).
주전동기는 바구니형 3상 유도 전동기를 사용하며, 출력은 209계의 95kW에서 120kW로 향상되었다. 이것은 교류 관련 기기의 탑재에 의한 자중 증가에 대응하기 위해서이다.최고속도 120km/h를 달성하기 위해, 톱니바퀴비는 E217계와 같이 16:97(≒1:6.06)이다.
보조기기용 전원으로 5량 급전이 가능한 정지형 인버터(SC45, 정격용량 210kVA, AC440V)를 5량당 1기 탑재한다. 보조전원장치의 전원은 주변압기의 3차 권선으로 하는 경우가 많으나 본 형식인 경우에는 주변환장치의 컨버터 출력을 전원으로 하고 있다.
공기 압축기는 209계와 같은 것인 MH3096-C1600S 스크류식을 채용한다. 방출용량은 1,600 L/min이다.
팬터그래프는 마름모꼴 PS29였는데 2014년 12월부터 2015년 1월에 걸쳐 모든 부속편성이 싱글암형 PS37A로 교환되었으며 기본편성도 2015년 2월부터 교환공사가 진행되어 기본·부속편성의 교환이 완료되었다.

### 대차
축량식 축함지지기구를 가진 볼스터리스 대차로, 베개 스프링에 공기 스프링을 이용한 JR동일본 일반형 전차의 표준 사양이다.209계에서 채용된 DT61·TR246을 베이스로 자중 증가에 의한 차축의 변경, 톱니바퀴비 변경에 의한 구동장치의 변경(전동대차만)이 이루어진 DT61C(전동대차) 및 TR246D(부수대차)를 장착한다[7].요댐퍼는 준비공사만으로 하고 있다.

### 실내 설비
내장은 209계와 다르지 않지만 좌석 겉면의 배색이 다르고 일반석은 조반선의 라인컬러인 중거리전차의 파란색을 좌면 부분에, 쾌속전차의 녹색을 등받이 부분에 각각 채용하고 있다.
또, 카와사키 중공업제의 편성에서는 차단부의 좌석 옆에 도어 부분에 있는 칸막이와 같은 홈이 있다. 손잡이도 209계와 동일하나 1997년제 편성 이후에는 약간 둥그스름한 형상으로 변경되었다.노약자석 부근은 E233계 전동차의 동 부근에 준한다.
차내 조명은 직류 전원에 의한다.데드섹션 통과시에는 자동적으로 축전지공급으로 바뀌기 때문에 기본적으로 소등하지 않는다(교직류전환이 수동으로 이루어질 경우에는 이에 해당하지 않는다).또 전원을 껐을 때는 문 위의 전광판이 꺼진다.
전편성 모두 화장실은 설치되어 있지 않았지만, 2007년 3월 다이어 개정에서의 운용구간 변경에 따라 2006년 10월 - 2007년 2월에 걸쳐 기본편성의 110호차 및 부속편성의 1호차에 배리어 프리 대응 화장실이 설치되었다

### 기타설비
2003년 10월부터 차내 자동방송이 도입되어 2007년 3월까지 E531계에 준하는 방송으로 변경되는 등 몇 차례의 갱신이 이루어지고 있다.

## 운용의 변천

### 2007년 3월 개정까지
1995년에 기본 10량 편성과 부속 5량 편성 각 1개가, 1997년에 기본 10량 편성과 부속 5량 편성 각 3개의 합계 60량이 각각 가와사키 중공업에서 10량 편성이 3개와 5량 편성이 2개, 도큐차랑 제조에서 10량 편성이 1개와 5량 편성이 2개 제조되어 가쓰타 전차구(당시)에 배치되었다.1995년 12월 1일부터 조반선 우에노 - 쓰치우라 간에서 영업 운전을 개시하여 보통열차(도리데 - 우에노 간은 쾌속)에만 사용되었다. 일중의 운용은 10량 편성으로 운전했다.
우에노 - 쓰치우라간의 행선지 표시기에는 2006년(헤세이 18년) 3월 17일까지 운전되고 있던 통근 쾌속의 표시는 준비되어 있었지만, 2005년 7월 9일부터 운전을 개시한 특별 쾌속은 E531계 한정 운용으로 된 적도 있어, 준비되지 않았다. 또, 쾌속 표시도 준비되어 있었지만, 정기 열차로는 도리데 이남의 쾌속 운전 구간에서도 통상은 종착역명을 표시하고 있었다. 또, 쓰치우라 이북의 역명은 칸다치, 토모베, 미토, 가쓰다의 표시가 준비되어 있었다.
차량 내 정차역 안내도는 우에노 - 쓰치우라 간 보통열차 정차역과 도리데 - 기타센주 간 각역 정차역을 게시하고 있었다. 이 당시에는 '■보통'과 '■각역열차'가 나란히 실리는 것이었다. 2004년 10월 16일 이후는, 도리데 이남에서 「쾌속」으로 안내되게 되었기 때문에, 「■쓰치우라 - 도리데간 보통 도리데 - 우에노간 쾌속」으로 한 것으로 교체되었다.
아침 러쉬의 최혼잡 시간대인 쓰치우라역 발상행 6-7시대 열차에는, 2005년 7월 9일의 열차 운행계획 개정부터 운용을 개시한 같은 4 문차인 E531계와 함께 거의 집중적으로 투입되어 도리데역으로부터의 E231계와 함께 승차 위치의 통일이나 수용력 향상, 및 열차 지연의 방지를 도모할 수 있었다.
10량+5량의 분할 편성이지만, 착석 서비스의 향상을 도모하기 위해, 본계열의 운용 열차는 검사시의 415계·E531계에 의한 대주도 포함(영업 운전 개시 당시를 제외해, 후의 다이어그램 개정 이후) 종일 15량 편성으로 운전되고 있었다. 다만 검사등에서 가쓰타 차량 센터에 회송될 때는, 쓰치우라 - 가쓰타간의 구내 유효장의 관계에서, 10량 편성과 5량 편성으로 분할해 회송되고 있었다.
예비편성이 없기 때문에 도리데역 이북에서 120km/h 운전 가능한 본계열의 한정운용과 403계·415계에서 대주 가능한 운용으로 나뉘고 있었다. 실제로 검사나 정비등에서 403계·415계가 대주할 때는, 교류 구간의 각역에서는 대주 기간과 해당하는 시각의 4 문차가 3 문차로 변경된다는 내용이 표시되고 있었다. 같은 4문차로 130km/h 운전이 가능한 E531계가 2005년에 등장한 것이나 전용 대응의 개조 공사 개시에 수반해 E531계에 의한 대주의 기회가 증가해, 본계열은 2007년 2월 21일을 마지막으로 조반선 도우라 이남에서의 소정 운용을 종료했다.